# Canalul Dunăre–București

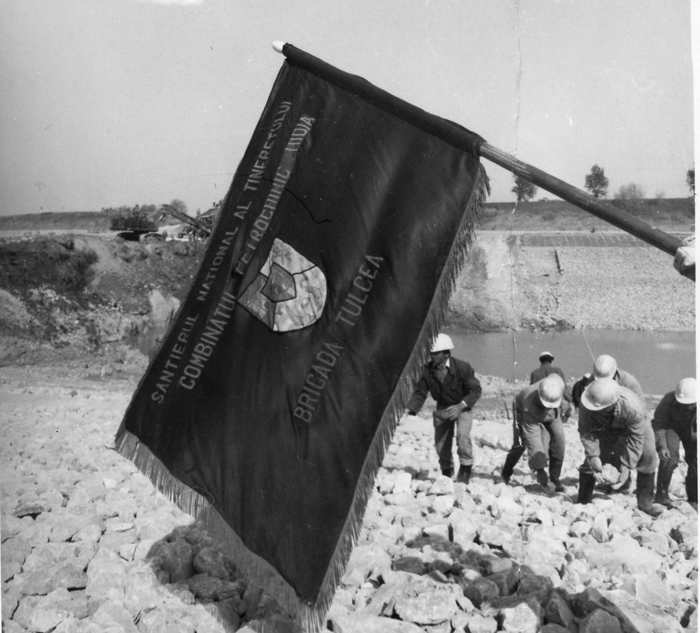
Brigadieri pe șantierul canalului Dunăre–București în 1985

Canalul Dunăre–București a fost plănuit pentru a face posibil transportul naval între capitala României și Marea Neagră prin intermediul Dunării. 
Lucrările de executare au început în 1986. După Revoluția Română din 1989 acestea s-au sistat, deși partea de canal deja realizată se estimează a fi de 70% din întregul volum de lucrări. Proiectul a ajuns la Apele Române și a fost lăsat pe rafturi. Lucrările existente s-au deteriorat. O mare parte a plăcilor de beton și a bordurilor au fost furate.
Construcția canalului este un proiect controversat, existând atât argumente pro cât și contra finalizării sale.

## Istoric
Primele mențiuni despre intenția de a se construi un canal între Dunăre și București datează din 1864, când un trimis al lui Alexandru Ioan Cuza la Paris comunica propunerea unui grup de capitaliști francezi de a canaliza Dâmbovița “de la București și chiar mai sus spre Oltenița” și de a înființa o companie de navigație. Primul proiect a fost inițiat în 1880 de inginerul Nicolae Cucu, care a realizat o schiță-proiect pentru o cale navigabilă București–Oltenița.
Apoi, în 1929, Parlamentul României a adoptat o lege care prevedea construirea unui canal care să transforme Bucureștiul în port la Dunăre. Recesiunea economică din anii ’30 a dus la abandonarea proiectului.

În baza acestei legi, inginerul Dorin Pavel a făcut, înainte de al Doilea Război Mondial, proiectul Canalului București–Oltenița, care consta din portul aval de abator, canalul paralel cu Dâmbovița până la Budești, de acolo canalul urma să fie tăiat prin câmpie spre portul Oltenița. În total erau necesare șase ecluze de câte 6,5 m înălțime pentru vasele de 1000 – 2000 tone. Lacurile Bucureștiului, și ele cu ecluză, debușau în Cernica de unde se făcea legătura cu noul canal. Proiectul prezentat la palat a fost apreciat ca bun, dar s-a amânat pentru ca fondurile să servească rectificării Căii Victoriei și construcției Palatului. Pe urmă a venit războiul și proiectul nu s-a mai executat.
Au existat diferite variante studiate în decursul timpului pentru o legătură navigabilă între București și Dunăre dintre care se menționează:
- canalul lateral paralel cu Dâmbovița, menționat anterior
- realizarea de biefuri pe Dâmbovița și în continuare pe Argeș
- realizarea de biefuri exclusiv pe Argeș
- realizarea unui canal de legătură cu lacurile de pe Mostiștea

Deși era cea mai costisitoare soluție și, din punct de vedere tehnic cea care ridica problemele cele mai dificile atât pentru execuție cât și pentru exploatare, Nicolae Ceaușescu a preferat varianta pe Argeș și a luat personal decizia de adoptare a acestei variante. După inaugurarea în 1984 a canalului Dunăre–Marea Neagră, s-au început lucrările la acest nou canal. După 1989, proiectul a fost din nou abandonat. În 1994, canalul a intrat, în mod oficial, în conservare..
În luna noiembrie 2008, canalul a trecut din administrarea Ministerului Mediului (Administrația Apele Române) în administrarea Ministerului Transporturilor (Administrația Canalelor Navigabile), cu scopul de a se relua lucrările de construcție.
Atunci au început să circule informații că proiectul va fi reluat în 2009, investiția totală ridicându-se undeva la 450-500 milioane de euro. După aprobarea de mediu, o chestiune de formalitate, ar trebui să se treacă efectiv la demararea lucrărilor. Resursele financiare necesare acestui proiect vor veni ori din fonduri europene ori din finanțarea statului. Practic, nu s-a întâmplat nimic.
În 2012, România a depus proiectul la Strategia Europeană pentru Regiunea Dunării, pentru reluarea lucrărilor, a căror finanțare necesită circa 800 milioane de euro. Prin relansarea lucrărilor se are în vedere atât transportul de mărfuri în ambele sensuri, cât și transformarea portului București într-un terminal de containere. 

## Detalii tehnice
Canalul este proiectat să aibă o lungime de 73 km și o lățime de 80 m, adâncimea minimă a apei de 4,5 m,  diferența de nivel de 53 m (10 m deasupra nivelului mării la Oltenița și 63 m  la București). Planul include patru ecluze și trei porturi, două la București (lângă comuna 1 Decembrie – pe Argeș și la Glina – pe râul Dâmbovița) și altul la Oltenița.

## Opinii privind utilitatea proiectului

### Oponenții proiectului
Oponenții finalizării canalului aduc ca argumente costurile ridicate (400 milioane dolari, estimare din 1997) și impactul ecologic negativ. De asemenea, unii consideră acest proiect ca fiind o moștenire nefericită a regimului comunist. Susținătorii proiectului sunt de părere că finalizarea canalului ar micșora semnificativ costurile și ar ușura transportul de marfă între Marea Neagră / Constanța și București. Ei susțin că eficiența economică a canalului Dunăre–București nu a putut fi niciodată demonstrată, canalul fiind una din reminiscențele "mărețelor construcții ale socialismului" care se promovau indiferent de criteriile economice. Din acest motiv, contrar legislației în vigoare la acea vreme, lucrările nu au fost începute prin aprobarea unei "note de comandă", ci în baza unei dispoziții derogatorii a lui Nicolae Ceaușescu.

### Susținătorii proiectului
După afirmațiile susținătorilor proiectului, Canalul Dunăre – București ar putea fi și un producător de energie, prin cele patru microhidrocentrale din nodurile hidrotehnice, amenajate pe lângă ecluze, putându-se ajunge la o producție de energie electrică de peste 50 MW. Apa din canal va putea fi și o sursă de irigații pentru circa 150.000 de hectare teren arabil. Un alt beneficiu ar consta în faptul că 11 localități și circa 30.000 hectare terenuri agricole vor fi scoase de sub efectul inundațiilor.